# Savannakhet
Savannakhet (tiếng Lào: ສະຫວັນນະເຂດ, phiên âm: Xa-van-na-khẹt) là một tỉnh tại Trung Lào. Tỉnh lị của tỉnh này là thành phố Kaysone Phomvihane. Tỉnh này giáp tỉnh Khammuane về phía bắc, tỉnh Saravane về phía nam, tỉnh Quảng Trị của Việt Nam về phía đông và các tỉnh Nakhon Phanom, Mukdahan, Amnat Charoen, Ubon Ratchathani của Thái Lan về phía tây. Cầu Hữu Nghị nối tỉnh này với tỉnh Mukdahan của Thái Lan và với Quảng Trị qua đường 9 thuộc Hành lang kinh tế Đông - Tây vừa được khánh thành.

## Giao thông
Có thể tiếp cận tỉnh này cả bằng đường bộ và đường hàng không.
- Đường bộ: Các tuyến đường huyết mạch chính là Đường số 13 chạy dọc từ bắc Lào xuống nam Lào. Đường quốc lộ số 9 kết nối Thái lan, Lào và Việt Nam. Đường bộ nội tỉnh chạy tới trung tâm các huyện lị cũng được nâng cấp và trải nhựa.
- Đường thủy: Đường thủy không phổ biến, chỉ di chuyển được các cung đường ngắn, do địa hình dốc và nhiều thác gềnh trên dòng chảy.
- Đường hàng không: Sân bây Savannakhet đang nằm trong kế hoạch chuyển đổi thành cảng hàng không quốc tế. Từ đây sẽ có các chuyến bay thẳng đến Sân bay quốc tế Nội Bài và Sân bay quốc tế Tân Sơn Nhất của Việt Nam.

## Cửa khẩu quốc tế
Savannakhet có 2 cửa khẩu quốc tế là cửa khẩu Mục Đa Hán - Savannakhet (kết nối với Thái Lan bằng cầu Hữu nghị Thái Lào số 2) và cửa khẩu quốc tế Lao Bảo - Đen Sa Vẳn kết nối vởi tỉnh Quảng Trị (Việt nam) bằng đường quốc lộ số 9. Khách du lịch từ các nước Asean có thể xin Visa vào Lào ngay tại cửa khẩu.

## Giáo dục
Ngoài hệ thống các trường tiểu học, phổ thông cơ sở và trung học phổ thông, tỉnh Savannakhet còn có Đại học Savannakhet cùng một số trường cao đẳng và trung cấp chuyên nghiệp. Đại học Savannakhet là một trong 5 trường đại học công lập của Lào giúp đào tạo nguốn nhân lực chất lượng cao cho các tỉnh phía nam Lào.

## Khí hậu
Savannakhet mang khí hậu nhiệt đới, theo cách phân chia khí hậu Köppen, mang một chút đặc điểm của khí hậu cận nhiệt đới do nằm ở 16.5° vĩ tuyến bắc. Thời gian nóng nhất trong năm vào tháng Tư. Nhiệt độ trung bình là 29,5⁰C, dao động từ 23,9⁰C đến 35,2⁰C, và tháng lạnh nhất trong năm là tháng Mười hai nhiệt độ trung bình vào khoảng 21.7⁰C với dải nhiệt độ bắt đầu từ 15,2⁰C cho đến 28,7⁰C. Khí hậu được phân thành hai mùa rõ rệt là mùa khô và mùa mưa. Sự biến động nhiệt độ trong ngày lớn vào. Tháng khô nhất trong năm là Tháng mười hai với tổng lượng mưa bình quân là 2,0 mm, trong khi tháng mưa nhiều nhất trong năm (Tháng tám) có tổng lượng mưa bình quân lên tới 323,1 mm.
| Dữ liệu khí hậu của Savannakhet, Laos (1981-2010) | Dữ liệu khí hậu của Savannakhet, Laos (1981-2010) | Dữ liệu khí hậu của Savannakhet, Laos (1981-2010) | Dữ liệu khí hậu của Savannakhet, Laos (1981-2010) | Dữ liệu khí hậu của Savannakhet, Laos (1981-2010) | Dữ liệu khí hậu của Savannakhet, Laos (1981-2010) | Dữ liệu khí hậu của Savannakhet, Laos (1981-2010) | Dữ liệu khí hậu của Savannakhet, Laos (1981-2010) | Dữ liệu khí hậu của Savannakhet, Laos (1981-2010) | Dữ liệu khí hậu của Savannakhet, Laos (1981-2010) | Dữ liệu khí hậu của Savannakhet, Laos (1981-2010) | Dữ liệu khí hậu của Savannakhet, Laos (1981-2010) | Dữ liệu khí hậu của Savannakhet, Laos (1981-2010) | Dữ liệu khí hậu của Savannakhet, Laos (1981-2010) |
| Tháng                                             | 1                                                 | 2                                                 | 3                                                 | 4                                                 | 5                                                 | 6                                                 | 7                                                 | 8                                                 | 9                                                 | 10                                                | 11                                                | 12                                                | Năm                                               |
| ------------------------------------------------- | ------------------------------------------------- | ------------------------------------------------- | ------------------------------------------------- | ------------------------------------------------- | ------------------------------------------------- | ------------------------------------------------- | ------------------------------------------------- | ------------------------------------------------- | ------------------------------------------------- | ------------------------------------------------- | ------------------------------------------------- | ------------------------------------------------- | ------------------------------------------------- |
| Cao kỉ lục °C (°F)                                | 37.2 (99.0)                                       | 39.2 (102.6)                                      | 39.6 (103.3)                                      | 41.1 (106.0)                                      | 41.2 (106.2)                                      | 38.0 (100.4)                                      | 38.5 (101.3)                                      | 36.1 (97.0)                                       | 38.0 (100.4)                                      | 35.0 (95.0)                                       | 37.2 (99.0)                                       | 38.0 (100.4)                                      | 41.2 (106.2)                                      |
| Trung bình ngày tối đa °C (°F)                    | 29.2 (84.6)                                       | 32.0 (89.6)                                       | 34.6 (94.3)                                       | 35.2 (95.4)                                       | 33.3 (91.9)                                       | 32.8 (91.0)                                       | 31.9 (89.4)                                       | 31.0 (87.8)                                       | 31.6 (88.9)                                       | 30.9 (87.6)                                       | 30.4 (86.7)                                       | 28.7 (83.7)                                       | 31.8 (89.2)                                       |
| Trung bình ngày °C (°F)                           | 22.7 (72.9)                                       | 24.8 (76.6)                                       | 28.1 (82.6)                                       | 29.5 (85.1)                                       | 29.3 (84.7)                                       | 28.7 (83.7)                                       | 27.6 (81.7)                                       | 27.6 (81.7)                                       | 27.6 (81.7)                                       | 26.6 (79.9)                                       | 24.0 (75.2)                                       | 21.7 (71.1)                                       | 26.5 (79.7)                                       |
| Tối thiểu trung bình ngày °C (°F)                 | 15.1 (59.2)                                       | 18.3 (64.9)                                       | 21.7 (71.1)                                       | 23.9 (75.0)                                       | 24.2 (75.6)                                       | 25.1 (77.2)                                       | 24.3 (75.7)                                       | 24.2 (75.6)                                       | 23.4 (74.1)                                       | 21.6 (70.9)                                       | 19.0 (66.2)                                       | 15.2 (59.4)                                       | 21.3 (70.3)                                       |
| Thấp kỉ lục °C (°F)                               | 8.0 (46.4)                                        | 10.0 (50.0)                                       | 10.0 (50.0)                                       | 15.0 (59.0)                                       | 17.5 (63.5)                                       | 19.0 (66.2)                                       | 18.2 (64.8)                                       | 18.0 (64.4)                                       | 18.0 (64.4)                                       | 14.0 (57.2)                                       | 6.0 (42.8)                                        | 3.0 (37.4)                                        | 3.0 (37.4)                                        |
| Lượng Giáng thủy trung bình mm (inches)           | 2.4 (0.09)                                        | 24.2 (0.95)                                       | 41.7 (1.64)                                       | 99.4 (3.91)                                       | 215.8 (8.50)                                      | 224.6 (8.84)                                      | 274.5 (10.81)                                     | 323.1 (12.72)                                     | 249.4 (9.82)                                      | 117.8 (4.64)                                      | 13.8 (0.54)                                       | 2.0 (0.08)                                        | 1.588,7 (62.54)                                   |
| Số ngày giáng thủy trung bình (≥ 1.0 mm)          | 2.9                                               | 4.6                                               | 3.9                                               | 8.0                                               | 17.6                                              | 17.9                                              | 20.9                                              | 20.7                                              | 19.8                                              | 11.5                                              | 4.0                                               | 2.3                                               | 134.1                                             |
| Nguồn: Meteo Climate                              |                                                   |                                                   |                                                   |                                                   |                                                   |                                                   |                                                   |                                                   |                                                   |                                                   |                                                   |                                                   |                                                   |

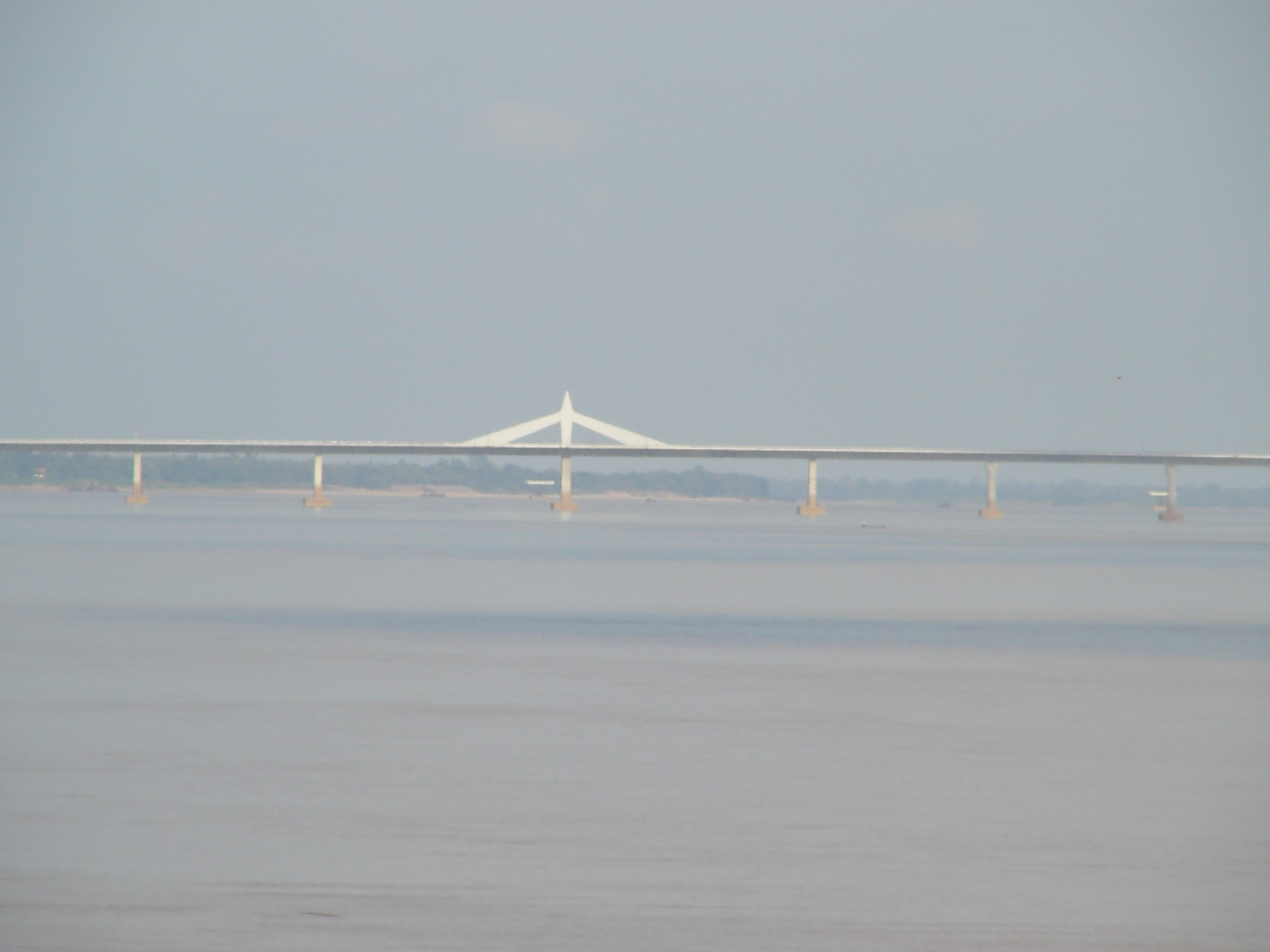
Cầu Hữu Nghị Thái–Lào số 2
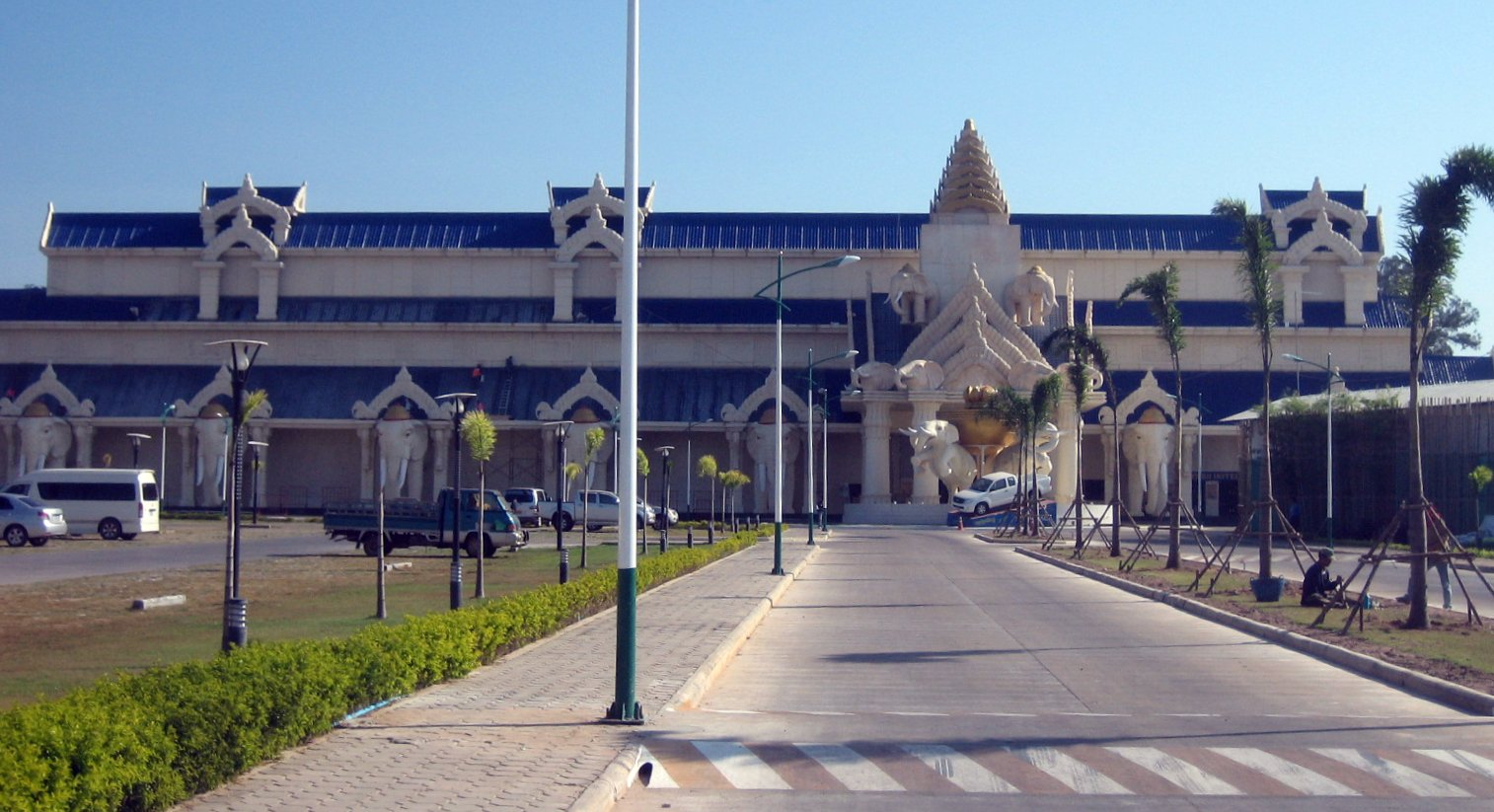
Savan-Vegas, một sòng bạc trong Thành phố Savannakhet
Locally reconstructed sauropod Tangvayosaurus gần vòng xoay Savannakhet
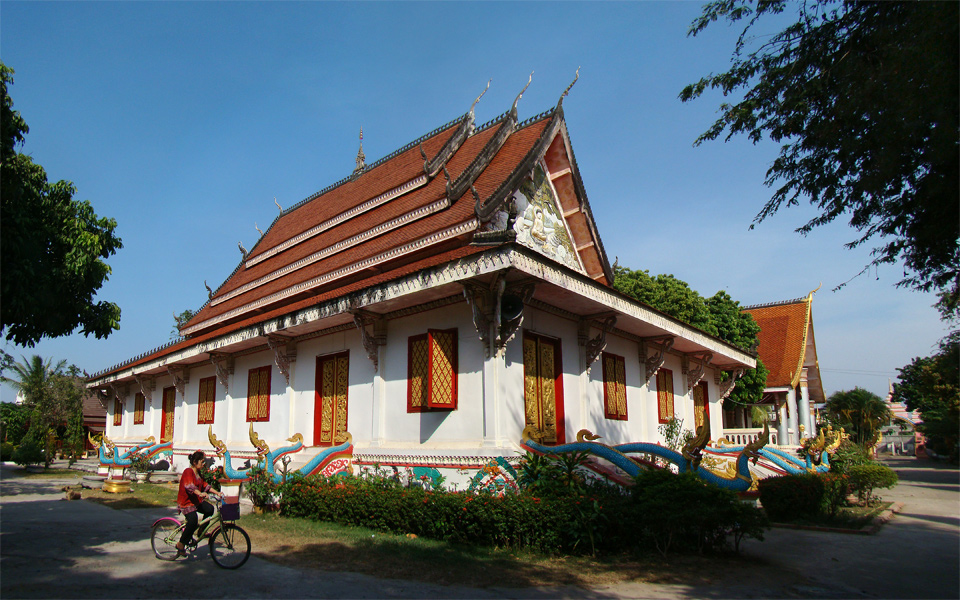
Chùa Sainyaphum
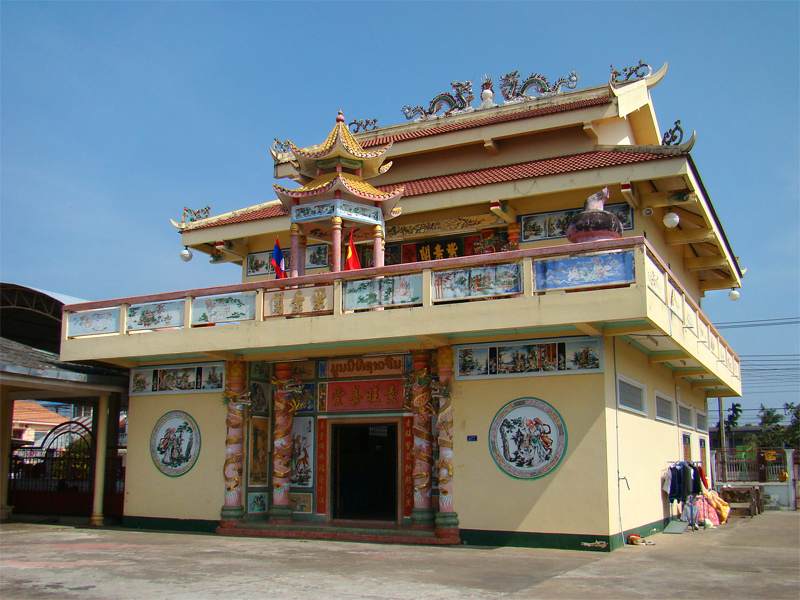
Chùa người Hoa Kiều
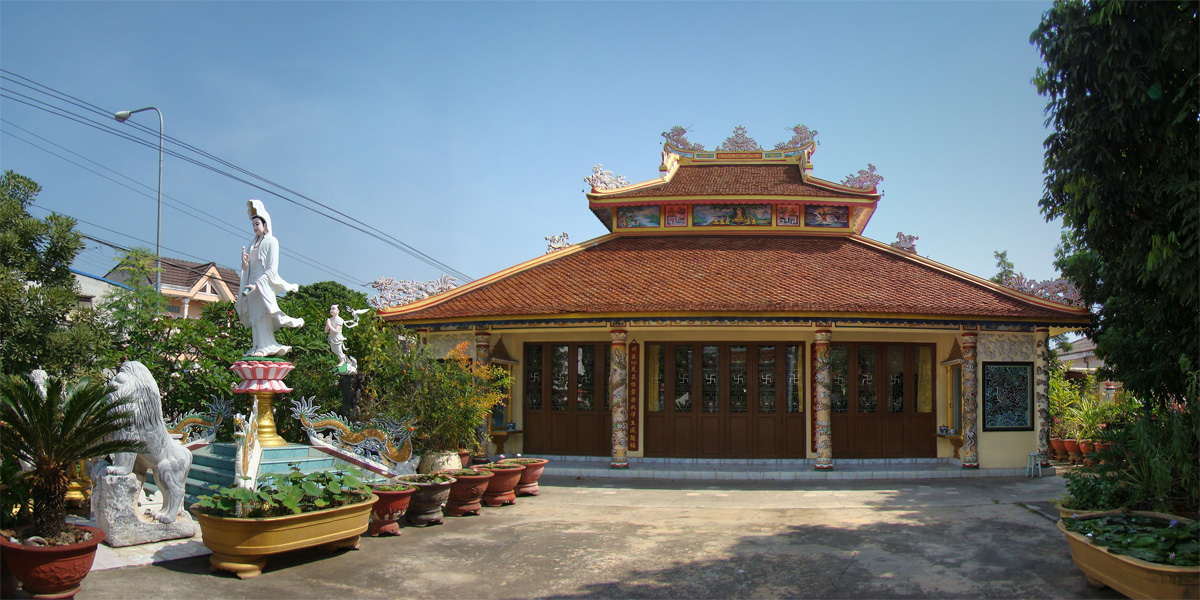
Chùa Diệu Giác của Việt Kiều
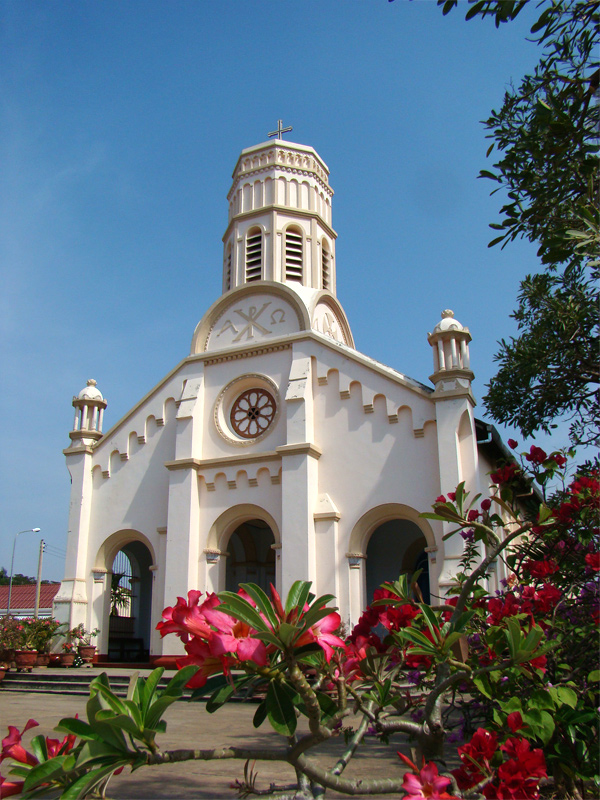
Nhà thờ Thiên chúa giáo St. Teres's

## Các thành phố kết nghĩa
- Phnôm Pênh, Campuchia

## Các đơn vị hành chính

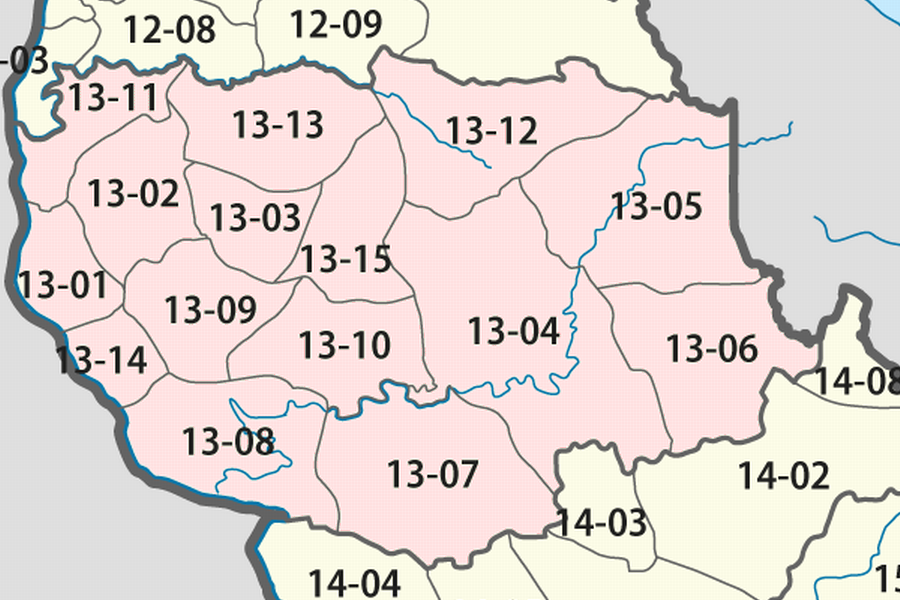
Các huyện của Savannakhet

Tỉnh này có các huyện sau:
1. Atsaphangthong (13-03)
2. Assaphone (13-13)
3. Champhone (13-09)
4. Kaysone Phomvihane (13-01)
5. Nong, Savannakhet (13-06)
6. Outhoumphone (13-02)
7. Phine (13-04)
8. Seponh (13-05)
9. Songkhone (13-08)
10. Thapangthong (13-07)
11. Thaphalanxay (13-15)
12. Virabuly (13-12)
13. Xayboury (13-11)
14. Xayphouthong (13-14)
15. Xonboury (13-10)